# Ју Хесин
Ју Хесин (кин: 余贺新; пин: Yúhèxīn; Гуангџоу, 1. јануар 1996) кинески је пливач чија специјалност су спринтерске трке слободним стилом.

## Спортска каријера
Први запаженији наступ на међународним такмичењима Ју је имао на Олимпијским играма младих у кинеском Нанкингу 2014. године, где је освојио 5 медаља, од чега четири златне. Свега пар недеља касније на Азијским играма у корејском Инчону осваја златну медаљу у штафети 4×100 слободно и два четврта места у тркама на 50 и 100 метара слободним стилом. Дебитантску годину на међународној сцени окончао је петим местом у штафети 4×50 метара слободно на светском првенству у малим базенима у Дохи.
На светским првенствима у великим базенима дебитовао је у Казању 2015. где је најбоље резултате постигао пливајући штафетне трке на 4×100 слободно (7. место) и 4×100 слободно микс (7. место).
Ју је успео да се квалификује за наступ на ЛОИ 2016. у Рију где се такмичио у три дисциплине — 50 слободно (20), 100 слободно (25. место), док је штафета 4×100 слободно за коју је пливао у квалификацијама дисквалификована.
На светском првенству у Будимпешти 2017. такмичио се у четири дисциплине — 50 слободно (24. место у квалификацијама), 100 слободно (26), 4×100 слободно (13) и 4×100 мешовито (6. место у финалу).
Највећи успех у дотадашњој пливачкој каријери постигао је на Азијским играма 2018. у Џакарти где је освојио две златне и по једну сребрну и бронзану медаљу.
На светском првенству у корејском Квангџуу 2019. наступио је у четири дисциплине, а најбољи резултат је остварио у трци на 50 слободно коју је окончао на 15. позицији у полуфиналу.